# Zehnthofkapelle

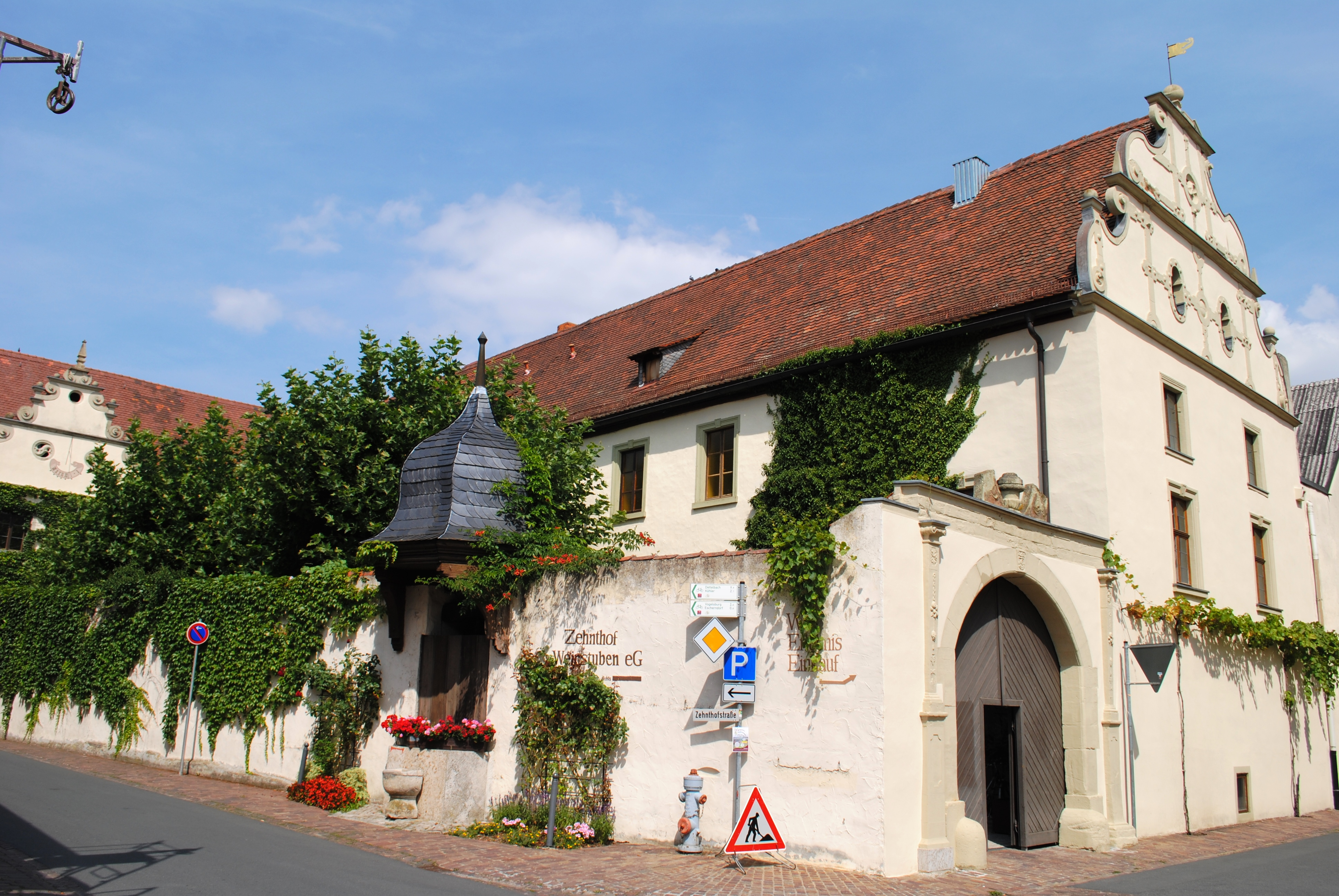
Zehnthof in Nordheim

Die Zehnthofkapelle ist ein geschütztes Baudenkmal in Nordheim am Main, dem Hauptort der gleichnamigen Gemeinde im unterfränkischen Landkreis Kitzingen. Die im Jahr 1755 barock umgestaltete und mittlerweile profanierte Kapelle befindet sich in der Dreiflügelanlage des Zehnthofs im Obergeschoss des 1688 erbauten jüngeren Südflügels.

## Beschreibung
Die Kapelle entstand 1755 in ihrer heutigen Gestalt unter Christoph Balbus, dem Abt des Klosters Münsterschwarzach. Er beauftragte den Stuckateur Johann Michael II. Feichtmayr aus Wessobrunn mit der Ausgestaltung. Andreas Dahlweiner (auch irrtümlich: Sahlweiner) aus Weißenhorn schuf die Fresken. Das Hauptgemälde ist der Dreifaltigkeit gewidmet, in den Gewölbezwickeln sind die Vier Jahreszeiten das Thema.
1804 wurde wegen der Umnutzung zu Wohnzwecken eine Zwischendecke eingezogen, so dass die Deckengemälde verdeckt waren. Sie wurde 1993 wieder entfernt. Bei der Wiederherstellung ab 2007 wurden die Fresken restauriert und der Kapellenraum gründlich durch den Architekten Mathias Wieser instand gesetzt. 2008 wurde die Renovierung mit dem Förderpreis des Regierungsbezirks Unterfranken ausgezeichnet. Der Raum wird für Veranstaltungen der Winzergenossenschaft DIVINO, Eigentümerin des Zehnthofs, genutzt und ist auch im Rahmen von Führungen zugänglich.

## Bedeutung
Nach dem Verlust der kunstgeschichtlich hochbedeutenden barocken Klosterkirche von Münsterschwarzach ist die Kapelle nach den Worten des Oberkonservators Martin Brandl „quasi der einzige Sakralraum“, der vom Kunstschaffen dieses Klosters Zeugnis ablegt, gleichsam eine Art kunst- und theologiegeschichtlicher „Ableger“ der Klosterkirche.

## Bilder der Fresken

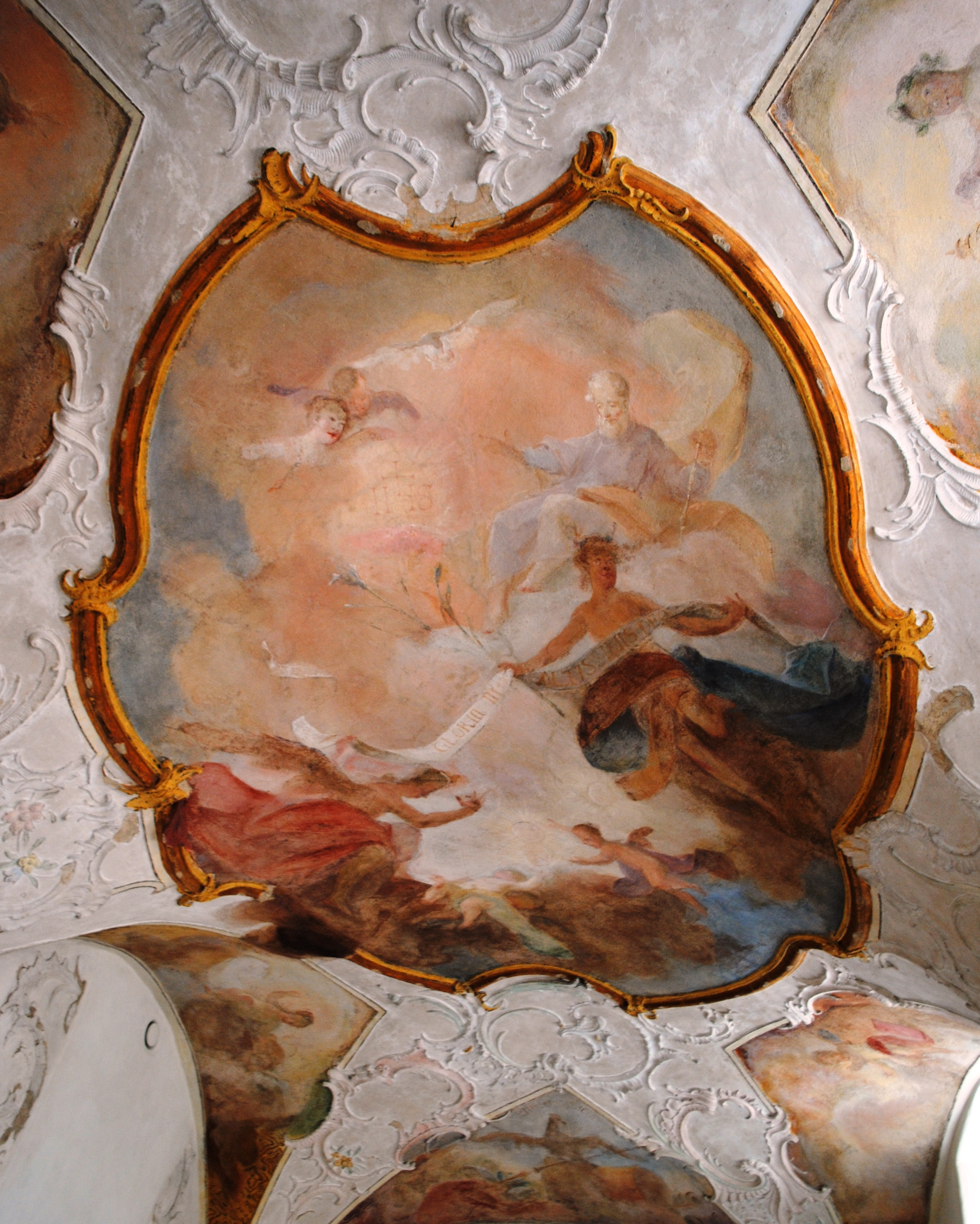
Dreifaltigkeit
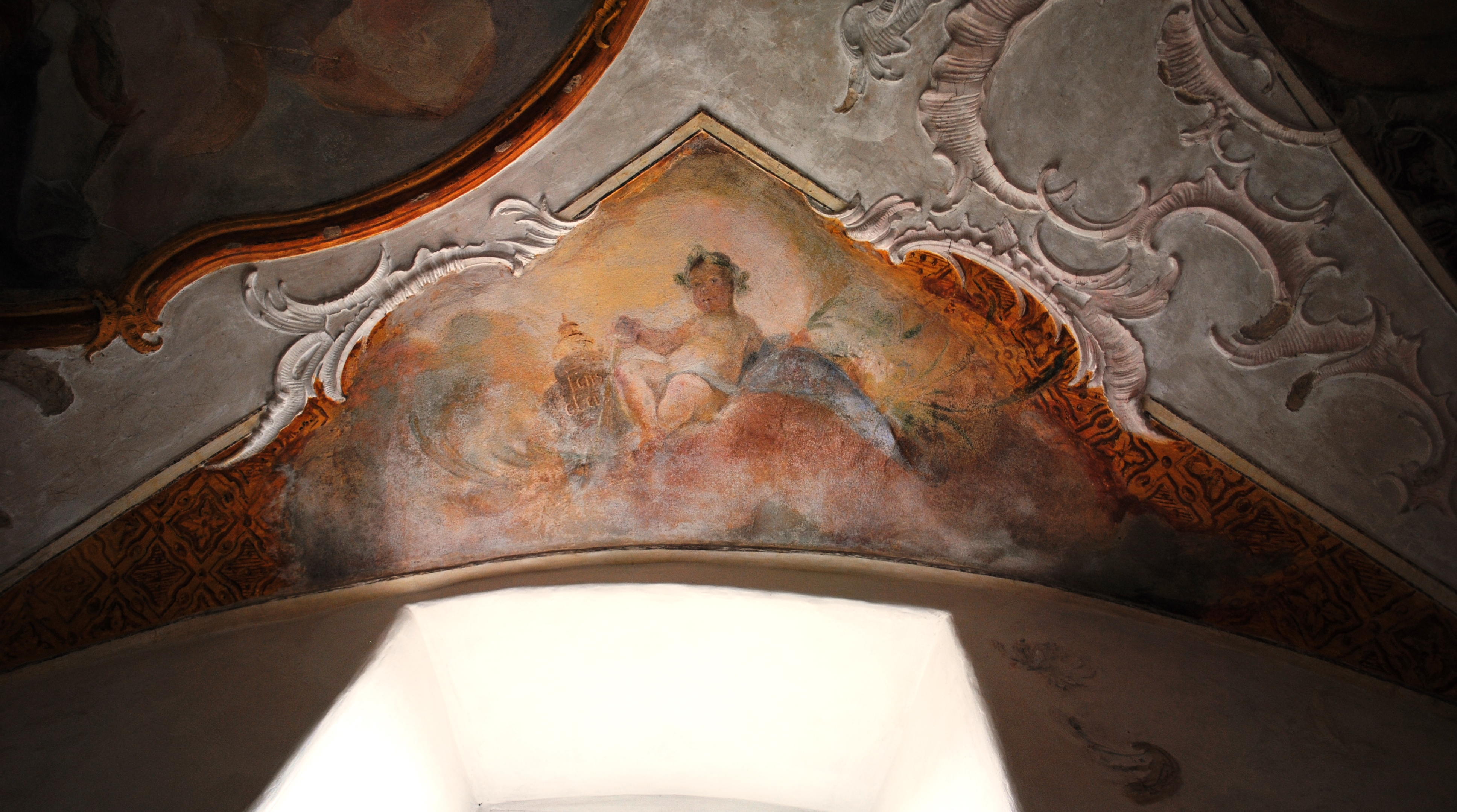
Herbst
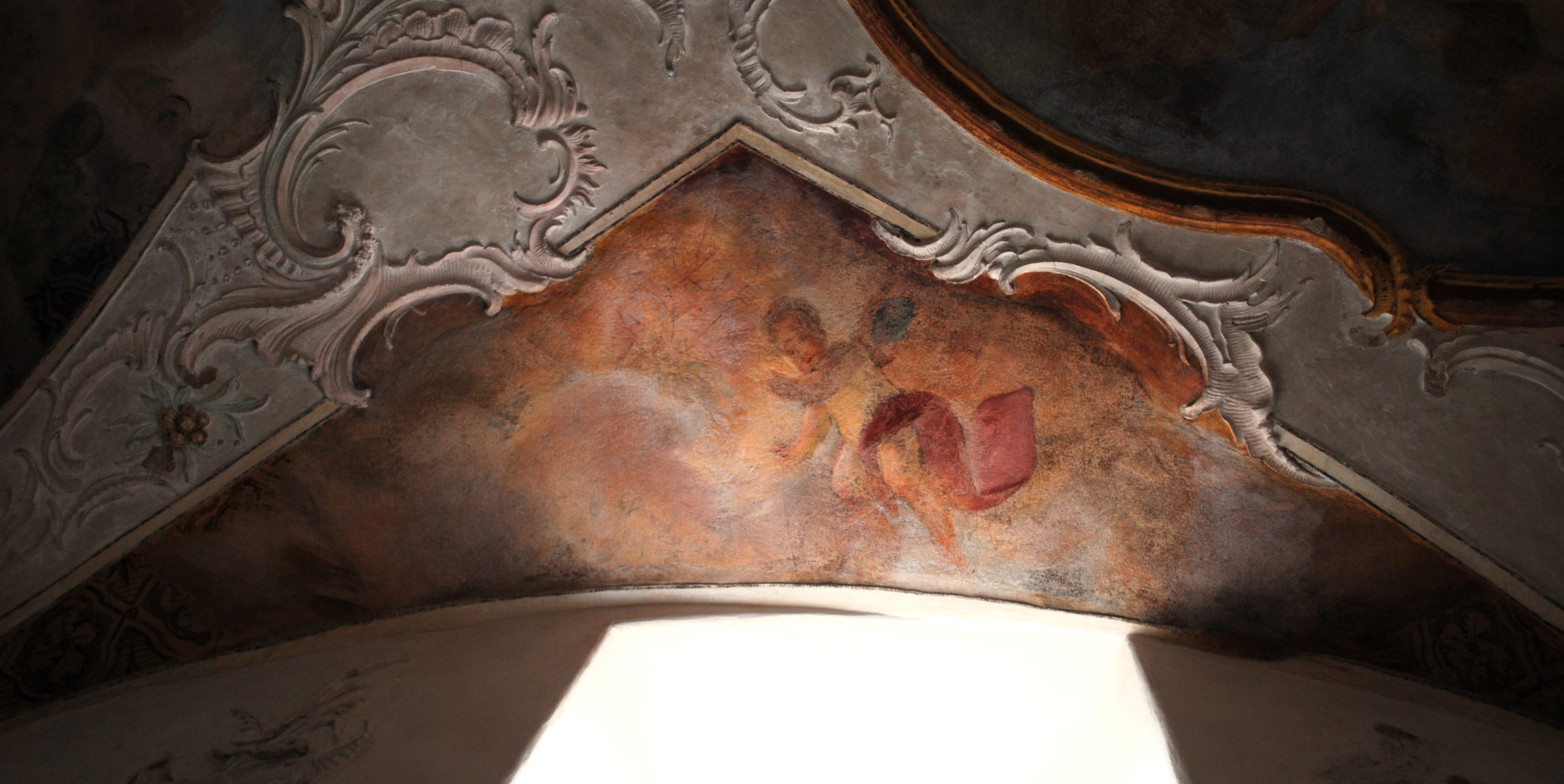
Winter
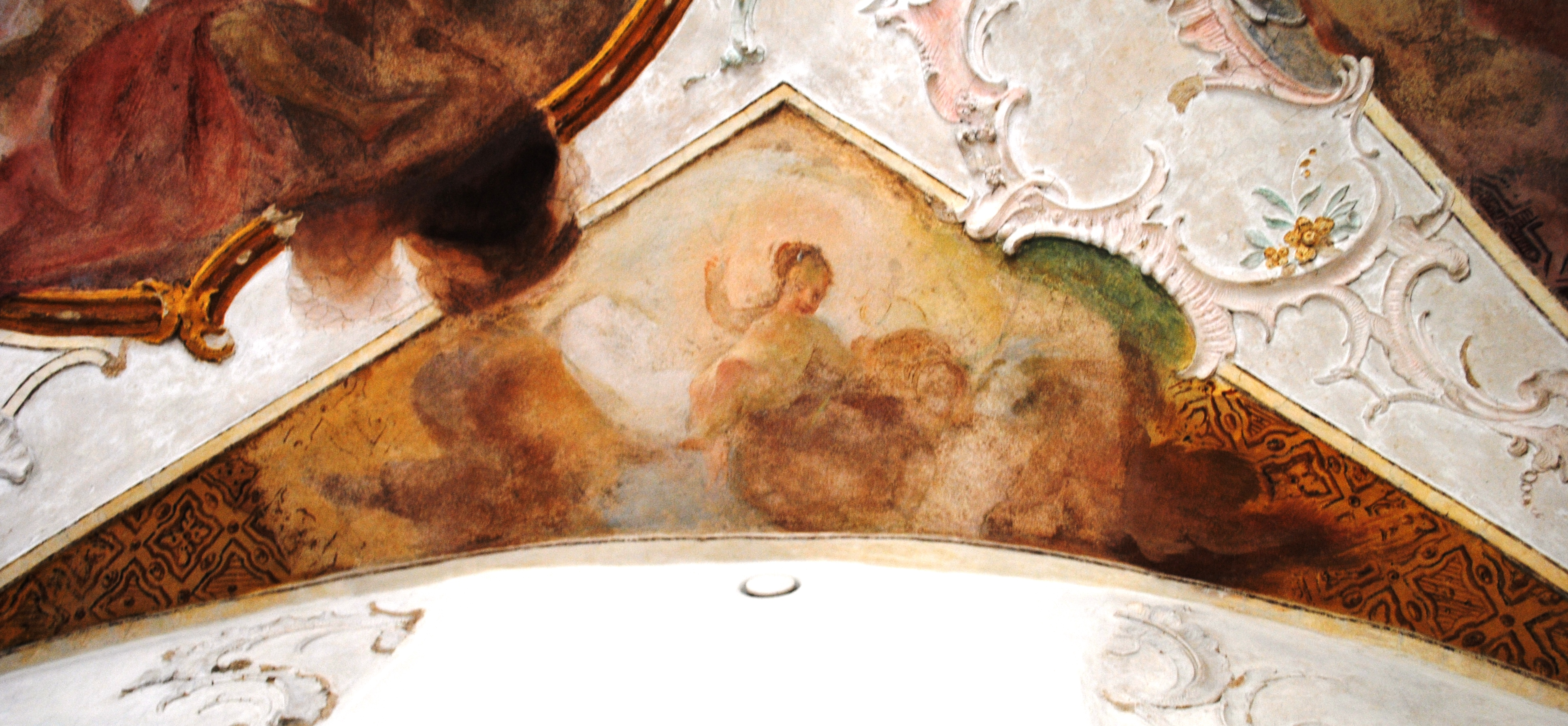
Frühling
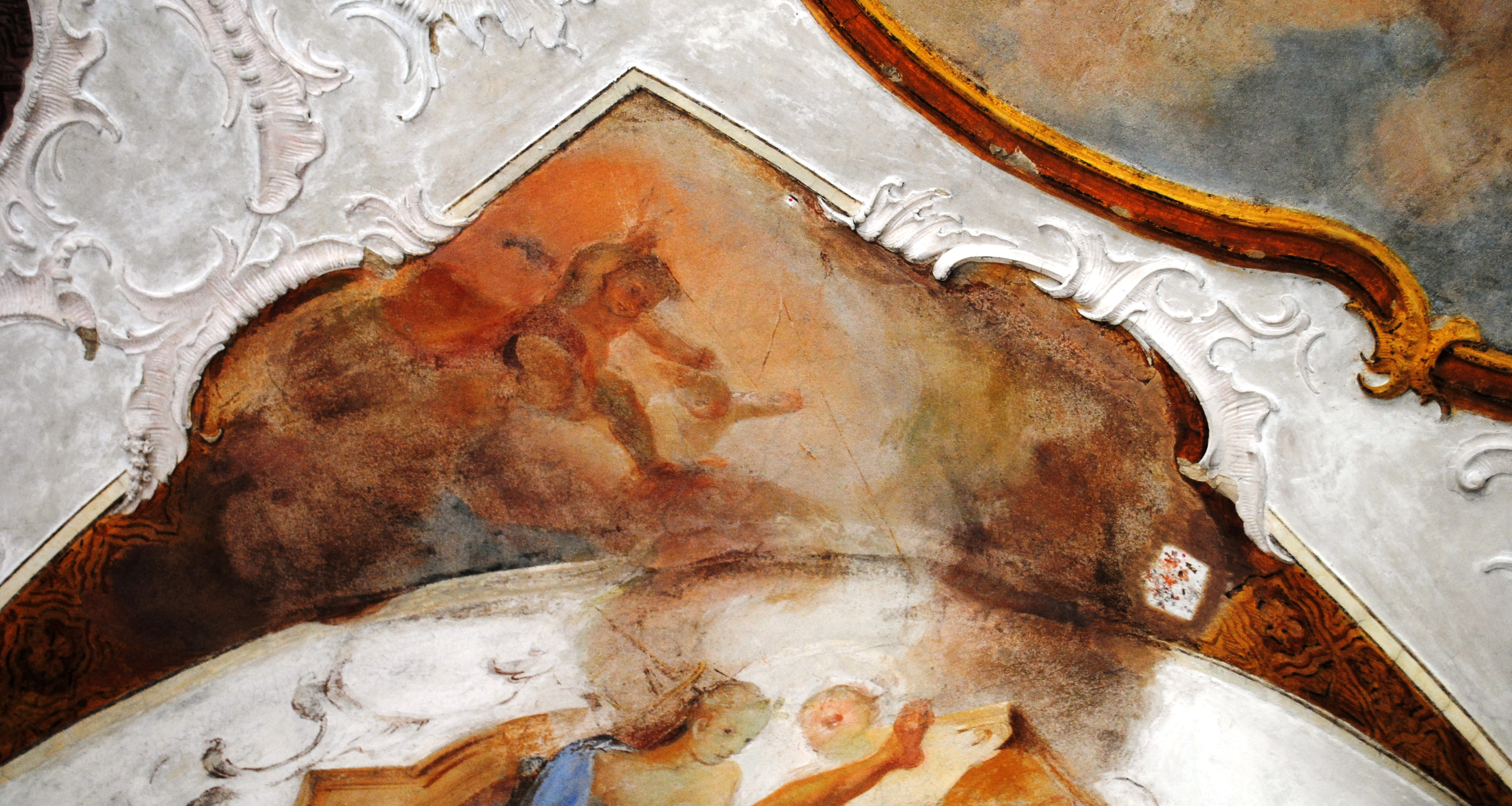
Sommer